# NGC 4488
NGC 4488 is een balkspiraalstelsel in het sterrenbeeld Maagd. Het hemelobject werd op 28 december 1785 ontdekt door de Duits-Britse astronoom William Herschel.

## Synoniemen
- UGC 7653
- MCG 2-32-104
- ZWG 70.137
- VCC 1318
- PGC 41363